# Skyward
Skyward is een single van de Nederlandse zangeres Davina Michelle.
Na het grote succes van Duurt te lang kwam er in 2019 een nieuwe solo-single. De single kon net als haar vorige single een gouden plaat binnenhalen. De zangeres zong het nummer op Kingsland te Breda, en tijdens het voorprogramma van Marco Borsato in Rotterdam.

## Hitnoteringen

### Nederlandse Top 40
| Hitnotering: 23-03-2019 t/m 31-08-2019 | Hitnotering: 23-03-2019 t/m 31-08-2019 | Hitnotering: 23-03-2019 t/m 31-08-2019 | Hitnotering: 23-03-2019 t/m 31-08-2019 | Hitnotering: 23-03-2019 t/m 31-08-2019 | Hitnotering: 23-03-2019 t/m 31-08-2019 | Hitnotering: 23-03-2019 t/m 31-08-2019 | Hitnotering: 23-03-2019 t/m 31-08-2019 | Hitnotering: 23-03-2019 t/m 31-08-2019 | Hitnotering: 23-03-2019 t/m 31-08-2019 | Hitnotering: 23-03-2019 t/m 31-08-2019 | Hitnotering: 23-03-2019 t/m 31-08-2019 | Hitnotering: 23-03-2019 t/m 31-08-2019 | Hitnotering: 23-03-2019 t/m 31-08-2019 | Hitnotering: 23-03-2019 t/m 31-08-2019 | Hitnotering: 23-03-2019 t/m 31-08-2019 | Hitnotering: 23-03-2019 t/m 31-08-2019 | Hitnotering: 23-03-2019 t/m 31-08-2019 | Hitnotering: 23-03-2019 t/m 31-08-2019 | Hitnotering: 23-03-2019 t/m 31-08-2019 | Hitnotering: 23-03-2019 t/m 31-08-2019 |
| Week:                                  | 1                                      | 2                                      | 3                                      | 4                                      | 5                                      | 6                                      | 7                                      | 8                                      | 9                                      | 10                                     | 11                                     | 12                                     | 13                                     | 14                                     | 15                                     | 16                                     | 17                                     | 18                                     | 19                                     | 20                                     |
| -------------------------------------- | -------------------------------------- | -------------------------------------- | -------------------------------------- | -------------------------------------- | -------------------------------------- | -------------------------------------- | -------------------------------------- | -------------------------------------- | -------------------------------------- | -------------------------------------- | -------------------------------------- | -------------------------------------- | -------------------------------------- | -------------------------------------- | -------------------------------------- | -------------------------------------- | -------------------------------------- | -------------------------------------- | -------------------------------------- | -------------------------------------- |
| Positie:                               | 34                                     | 20                                     | 16                                     | 13                                     | 12                                     | 9                                      | 9                                      | 10                                     | 11                                     | 9                                      | 7                                      | 7                                      | 9                                      | 9                                      | 10                                     | 10                                     | 11                                     | 12                                     | 12                                     | 18                                     |
| Week:                                  | 21                                     | 22                                     | 23                                     | 24                                     |                                        |                                        |                                        |                                        |                                        |                                        |                                        |                                        |                                        |                                        |                                        |                                        |                                        |                                        |                                        |                                        |
| Positie:                               | 24                                     | 27                                     | 32                                     | 38                                     | uit                                    |                                        |                                        |                                        |                                        |                                        |                                        |                                        |                                        |                                        |                                        |                                        |                                        |                                        |                                        |                                        |

### NederlandseSingle Top 100
| Hitnotering: 23-03-2019 t/m 07-09-2019 | Hitnotering: 23-03-2019 t/m 07-09-2019 | Hitnotering: 23-03-2019 t/m 07-09-2019 | Hitnotering: 23-03-2019 t/m 07-09-2019 | Hitnotering: 23-03-2019 t/m 07-09-2019 | Hitnotering: 23-03-2019 t/m 07-09-2019 | Hitnotering: 23-03-2019 t/m 07-09-2019 | Hitnotering: 23-03-2019 t/m 07-09-2019 | Hitnotering: 23-03-2019 t/m 07-09-2019 | Hitnotering: 23-03-2019 t/m 07-09-2019 | Hitnotering: 23-03-2019 t/m 07-09-2019 | Hitnotering: 23-03-2019 t/m 07-09-2019 | Hitnotering: 23-03-2019 t/m 07-09-2019 | Hitnotering: 23-03-2019 t/m 07-09-2019 | Hitnotering: 23-03-2019 t/m 07-09-2019 | Hitnotering: 23-03-2019 t/m 07-09-2019 | Hitnotering: 23-03-2019 t/m 07-09-2019 | Hitnotering: 23-03-2019 t/m 07-09-2019 | Hitnotering: 23-03-2019 t/m 07-09-2019 | Hitnotering: 23-03-2019 t/m 07-09-2019 | Hitnotering: 23-03-2019 t/m 07-09-2019 |
| Week:                                  | 1                                      | 2                                      | 3                                      | 4                                      | 5                                      | 6                                      | 7                                      | 8                                      | 9                                      | 10                                     | 11                                     | 12                                     | 13                                     | 14                                     | 15                                     | 16                                     | 17                                     | 18                                     | 19                                     | 20                                     |
| -------------------------------------- | -------------------------------------- | -------------------------------------- | -------------------------------------- | -------------------------------------- | -------------------------------------- | -------------------------------------- | -------------------------------------- | -------------------------------------- | -------------------------------------- | -------------------------------------- | -------------------------------------- | -------------------------------------- | -------------------------------------- | -------------------------------------- | -------------------------------------- | -------------------------------------- | -------------------------------------- | -------------------------------------- | -------------------------------------- | -------------------------------------- |
| Positie:                               | 68                                     | 43                                     | 40                                     | 43                                     | 40                                     | 30                                     | 28                                     | 24                                     | 22                                     | 21                                     | 21                                     | 22                                     | 27                                     | 27                                     | 33                                     | 41                                     | 35                                     | 47                                     | 40                                     | 40                                     |
| Week:                                  | 21                                     | 22                                     | 23                                     | 24                                     | 25                                     |                                        |                                        |                                        |                                        |                                        |                                        |                                        |                                        |                                        |                                        |                                        |                                        |                                        |                                        |                                        |
| Positie:                               | 50                                     | 46                                     | 59                                     | 66                                     | 75                                     | uit                                    |                                        |                                        |                                        |                                        |                                        |                                        |                                        |                                        |                                        |                                        |                                        |                                        |                                        |                                        |

### NPO Radio 2 Top 2000
| Nummer met noteringen in de NPO Radio 2 Top 2000 | '20  | '21  |
| ------------------------------------------------ | ---- | ---- |
| Skyward                                          | 1611 | 1791 |

1. ↑  Een vetgedrukt getal geeft de hoogste notering aan.
2. ↑  2020 was het eerste jaar met een notering voor dit nummer.
3. ↑  Deze tabel is bijgewerkt tot en met de laatste editie (2024).